# Pyrausta sthenialis
Pyrausta sthenialis is een vlinder van de familie van de grasmotten (Crambidae). De wetenschappelijke naam van deze soort is voor het eerst voorgesteld door George Francis Hampson in een publicatie uit 1916.
De soort komt voor in Somalië en Kenia.